# 申久
申久（： Shin Goo，1936年8月13日—），韓國男演員。

## 影視作品

### 電視劇
- 1983年：KBS《開國》飾演 崔莹
- 1984年：KBS《家族》
- 1991年：KBS《瀝青 我的家鄉》
- 1995年：KBS《西宮》
- 1999年：KBS《學校1》飾演 申閔洙
- 1999年：SBS《忽然情人》
- 2000年：KBS《太祖王建》飾演 王隆
- 2000年：SBS《茱麗葉的男朋友》
- 2002年：MBC《預約愛情》飾演 高重燮
- 2003年：KBS《妻子》
- 2003年：KBS《尚道呀，上學去》
- 2004年：SBS《百萬新娘》
- 2004年：KBS《北京，我的愛》
- 2004年：KBS《對不起，我愛你》
- 2005年：KBS《18．29》飾演 姜治秀
- 2004年：MBC《土地》
- 2005年：MBC《我們應對離別的方式》
- 2006年：KBS《19歲的純情》
- 2006年：OCN《有一天》
- 2007年：MBC《謝謝》飾演 李秉國
- 2007年：SBS《錢的戰爭》飾演 獨孤哲
- 2007年：MBC《泡菜乳酪微笑》飾演 申久
- 2007年：SBS《王和我》
- 2008年：SBS《家門的榮光》飾演 河萬基
- 2009年：MBC《善德女王》飾演 乙祭
- 2011年：SBS《新妓生傳》飾演 吳華蘭的老朋友
- 2011年：MBC《你為我著迷》飾演 李東振
- 2011年：MBC《絕不認輸》飾演 高正泰
- 2012年：MBC《神的晚餐》飾演 擁有天上食譜第2卷的老人
- 2013年：MBC《百年的遺產》飾演 嚴彭達
- 2014年：SBS《神的禮物－14天》飾演 秋秉佑
- 2016年：tvN《我親愛的朋友們》飾演 金錫鈞
- 2016年：KBS《月桂樹西裝店的紳士們》飾演 李萬戍
- 2018年：tvN《我的大叔》飾演 張會長
- 2018年：KBS《玉蘭麵屋》飾演 達才
- 2020年：MBC《Kairos》飾演 劉敘日
- 2022年：JTBC《The Empire：法之帝國》飾演 咸敏憲

### 電影
- 1975年：《初戀》
- 1976年：《悲女》
- 1982年：《Jongro Blues》
- 1983年：《夏娃行踪》
- 1991年：《血與火》
- 1992年：《我們扭曲的英雄》
- 1997年：《1818專線》
- 1998年：《八月照相館》
- 1999年：《北京飯店》
- 2000年：《愛情麵包房》
- 2000年：《愛情和戰爭》
- 2000年：《茅躉王》
- 2002年：《2009失去的記憶》
- 2002年：《無血無淚》
- 2002年：《YMCA棒球隊》
- 2003年：《自然城市》
- 2005年：《急流勇退》
- 2005年：《膽大家族》
- 2006年：《偉大的族譜》
- 2007年：《奶奶》
- 2007年：《鈴鐺西紅柿》
- 2008年：《摩登公子》
- 2009年：《天國的郵差》
- 2014年：《技術者們》
- 2014年：《朝我的心臟開槍》
- 2016年：《特別搜查:囚犯的信》
- 2017年：《海冰》
- 2017年：《爸爸是女兒（朝鲜语：아빠는_딸）》
- 2018年：《Be-Bop-A-Lula》
- 2019年：《天文：問天（朝鲜语：천문: 하늘에 묻는다）》飾演 領議政
- 2023年：《冬天的故事（朝鲜语：겨울이야기 (2004년 영화)）》飾演 金老伯

## 綜藝節目

### 綜藝固定出演
| 年份   | 播放 日期 | 播放 日期 | 電視台 | 節目名稱 | 季度   | 集數 |
| 年份   | 首播      | 終映      | 電視台 | 節目名稱 | 季度   | 集數 |
| 2013年 | 7月5日    | 10月4日   | tvN    | 花樣爺爺 | 第一季 | 14集 |
| 2014年 | 3月7日    | 5月2日    | tvN    | 花樣爺爺 | 第二季 | 8集  |
| 2015年 | 3月27日   | 5月8日    | tvN    | 花樣爺爺 | 第三季 | 7集  |
| 2017年 | 3月24日   | 5月19日   | tvN    | 尹食堂   | 第一季 | 9集  |
| 2018年 | 6月29日   | 8月24日   | tvN    | 花樣爺爺 | 第四季 | 9集  |

### 綜藝嘉賓出演
| 播出日期       | 電視台 | 節目名稱                       | 集數   | 備註                     |
| 2014年9月11日  | KBS2   | Happy Together 3               | EP-363 | 與李順載                 |
| 2014年10月24日 | tvN    | 一日三餐 農村篇 (第一季旌善篇) | EP-02  | 與白一燮                 |
| 2014年10月31日 | tvN    | 一日三餐 農村篇 (第一季旌善篇) | EP-03  | 與白一燮                 |
| 2018年9月13日  | tvN    | 人生酒館                       | EP-88  | 與李順載、孫淑、朴貞洙   |
| 2019年4月11日  | KBS2   | Happy Together 4               | EP-27  | 與李順載、蔡秀彬、金承恩 |

## 獲獎記錄
- 1966年：東亞戲劇節男子演技獎
- 1971年：東亞戲劇節男子演技獎
- 1971年：第8屆東亞戲劇賞男子演技賞
- 1976年：第4屆 韓國放送大賞 - TV演技賞 (KBS 他鄉)
- 1980年：第16屆百想藝術大賞電視部門男子最優秀演技獎 (立春大吉)
- 1981年：第17屆百想藝術大賞電視部門男子最優秀演技獎 (我以前小時候)
- 1994年：第30屆百想藝術大賞電視部門男子最優秀演技獎 (野菊花)
- 2002年：SBS演技大賞演技獎
- 2005年：KBS演藝大賞成就賞
- 2006年：KBS演技大賞的最優秀演技獎 (19歲的純情)
- 2009年：MBC演技大賞 PD獎 (德善女王)
- 2010年：第1屆韓國大眾文化藝術獎－文化勛章
- 2010年：第3屆大韓民國話劇對象分獲獎
- 2016年：TvN10大獎－綜藝指標賞（花樣爺爺）

## 外部連結
- NAVER （页面存档备份，存于）